# It's for you
『It's for you』（イッツ フォー ユー）は三枝夕夏 IN dbの2ndシングル。

## 内容
- オリコンチャートで初登場20位を記録し、前作より順位が大幅に上昇した。
- 蜷川実花の写真集『a piece of heaven』を見てからインスパイアされた情景を元に書いた[1]。
- コーラスは宇徳敬子。

## 収録曲
全作詞：三枝夕夏、全編曲：池田大介
1. It's for you
作曲：川島だりあ
  - テレビ東京系アニメ『天使な小生意気』エンディングテーマ。
2. Magic Summer
作曲：徳永暁人
3. It's for you 〜Acoustic version〜 featuring Yoshinobu Ohga（guitar） from nothin' but love
4. It's for you 〜Instrumental〜

## 収録アルバム
- 三枝夕夏 IN db 1st 〜君と約束した優しいあの場所まで〜（#3）
- Secret&Lies（#1）
- 三枝夕夏 IN d-best 〜Smile&Tears〜（#1）
- U-ka saegusa IN db Final Best（#1）
- GIZA studio Masterpiece BLEND 2002（#1）